# Albert Vandal
Louis Jules Albert Vandal, född 7 juli 1853 i Paris, död där 30 augusti 1910, var en fransk greve och historiker. 
Vandal gjorde sig 1876 känd genom en reseskildring från Sverige och Norge (En karriole à travers la Suède et la Norvège) och utövade därefter ett betydande historiskt författarskap, särskilt utmärkt av en framstående skildringskonst. Han visar sig härvidlag vara en lärjunge till Tocqueville, Taine och Sorel. Hans ämnesval, som var influerat av hans starka patriotism, kretsade kring Frankrikes relationer med Ryssland. Senare var Vandal företrädesvis en napoleonforskare. År 1897 blev han medlem av Franska akademin och 1906 professor vid École des sciences politiques.